# ANGPT2
ANGPT2‏ (Angiopoietin 2) هوَ بروتين يُشَفر بواسطة جين ANGPT2 في الإنسان.